# فريق الضغط السياسي للحيوان

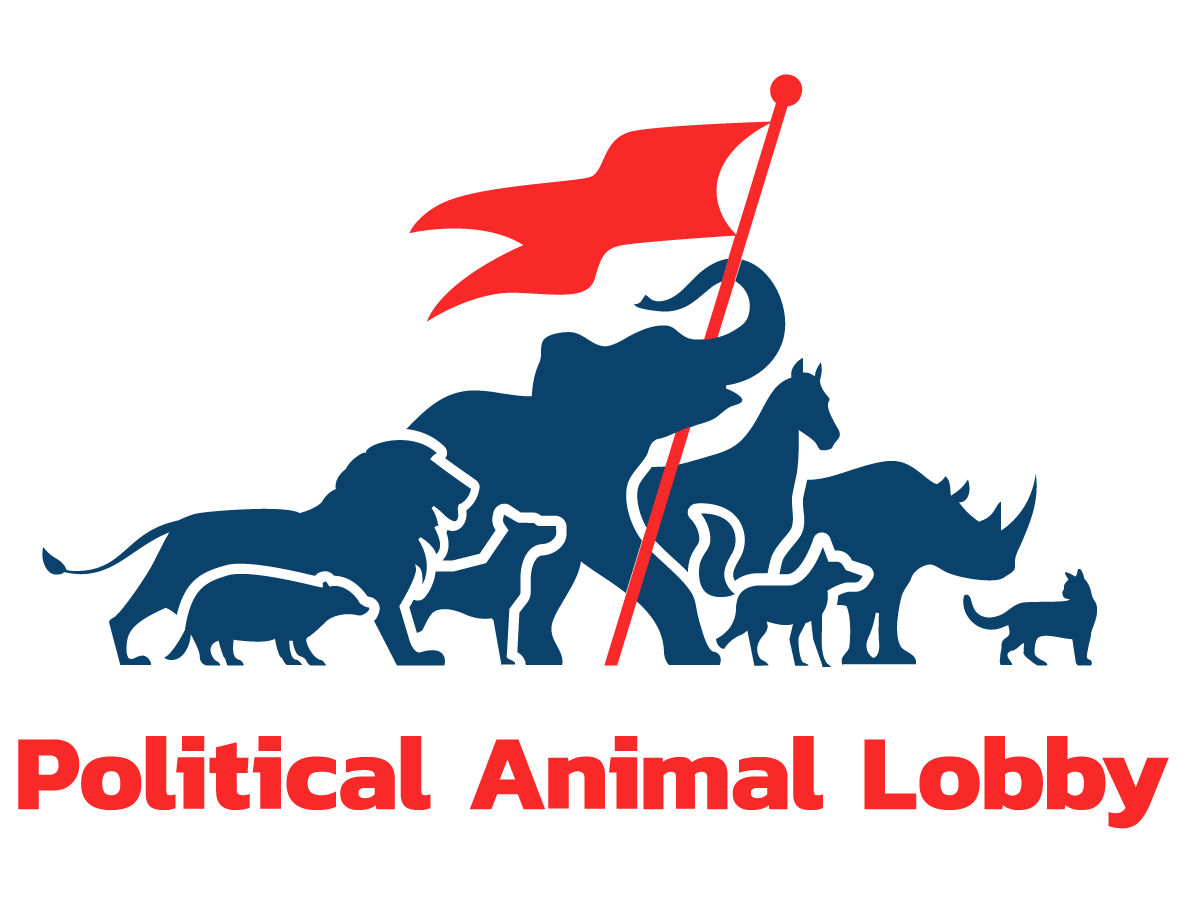

فريق الضغط السياسي للحيوان (بالإنجليزية: Political Animal Lobby)‏ هي منظمة بريطانية تختص بالرفق بالحيوان مكاتبها في لندن، انشأها برايان ديفيس في عام 1990 ويتمثل دورها بالضغط على الحكومات والنواب العامين لتحسين القوانين المتعلقة برعاية الحيوان. تعتبر أحد أعضاء فريق الغرير حيث انها بادرت لوقف القتل المنظم لحيوان الغرير في غلوسترشير
تبرعت بمليون جنيه إسترليني لحزب العمال البريطاني في عام 1997 في فترة ما قبل الانتخابات العامة، وقد أشيع انها كانت بمثابة رشوة من اجل العمل في قانون الصيد عام 2004 إلا أن وكيل وزارة الداخلية انذاك جورج هوارث نفى وجود أي صلة ما بين التبرع وذلك.
قامت بتقديم اقتراح برلماني لتهنئة سكاي نيوز عام 2002 على تقرير اعدته حول نشاط مجموعة من المعارضين للاتجار بالكلاب من أجل الاستهلاك البشري بطريقة غير قانونية في الفلبين. وجهت إنتقاد لقرار حكومي تم إصداره في بوتسوانا يتعلق بإعادة صيد الأفيال عام 2019.